# Interchannel
Interchannel, Inc. (株式会社インターチャネル, Kabushiki-gaisha Intāchaneru) foi uma publicadora e desenvolvedora de jogos eletrônicos japonesa.

## História
A Interchannel foi fundada em 2 de outubro de 1995 como uma subsidiária da NEC chamada NEC Interchannel, Ltd. (NECインターチャネル株式会社, NEC Intāchaneru Kabushiki-gaisha). Sua fundação foi resultado de divisões dentro da NEC sendo separadas. A NEC Interchannel assumiu as operações de música e jogos da NEC Avenue em outubro de 1997, e depois adquiriu sua subsidiária de música, a NEC Avenue Music Publishing, em março de 1998. Cerca de 70% da empresa foi vendida para a Index Corporation por aproximadamente 3 bilhões de ienes em 2004. Por volta desse período, a NEC Avenue Music Publishing passou a se chamar IC Avenue Music Publishing Co., Ltd. (株式会社アイシーアベニュー音楽出版, Kabushiki-gaisha Ai Shī Abenyū Ongaku Shuppan). Os jogos da Interchannel costumavam ser lançados apenas no Japão, no entanto, a empresa estabeleceu a Gamebridge Ltd., uma joint venture baseada no Reino Unido com a Bergsala, que publicou seus jogos na Europa. No entanto, apenas dez jogos foram publicados por eles.
Em 2006, a Index Corporation inaugurou seu próprio selo musical, o Index Music, com ativos adquiridos da IC Avenue, especializado na publicação de músicas de séries de anime infantis. Em 2008, a T.Y. Limited assumiu o selo musical e, em 2013, o selo musical foi transferido para a Dreamusic sob um novo selo, Feel Mee.
Em novembro de 2007, a GungHo Online Entertainment adquiriu os ativos de jogos de vídeo da Interchannel da Index Corporation, no entanto, o logotipo e os direitos autorais da Interchannel foram mantidos pela Index Corporation. Em 1º de março de 2010, a Lightweight adquiriu a Interchannel.